# جيم هال (صحفي رياضي)
جيم هال (بالإنجليزية: Jim Hall)‏ هو صحفي رياضي أمريكي، ولد في 30 مايو 1933، وتوفي في 12 يونيو 2017.